# Jagdgeschwader 234
La Jagdgeschwader 234 (JG 234) (234e escadron de chasseurs), surnommée Schlageter, est une unité de chasseurs de la Luftwaffe à l’aube de la Seconde Guerre mondiale.
L'unité fut baptisée en l’honneur d’Albert Leo Schlageter mort en 1923, combattant allemand des Freikorps, considéré comme un martyr pendant la République de Weimar.
Active de début 1937 à fin-1938, l’unité était affectée aux missions visant à assurer la supériorité aérienne de l’Allemagne dans le ciel de l’Europe.

## Opérations
Le JG 234 opère sur des chasseurs :
- Heinkel He 51C
- Arado Ar 68E
- Messerschmitt Bf 109B et D.

## Organisation

### I. Gruppe
Formé le 15 mars 1937 à Cologne-Butzweilerhof à partir du III/JG 134 avec :
- Stab I./JG 234 nouvellement créé
- 1./JG 234 nouvellement créé
- 2./JG 234 nouvellement créé
- 3./JG 234 nouvellement créé (le 1er juillet 1937)

Le 1er novembre 1938, le I./JG 234 est renommé I./JG 132 :
- Stab I./JG 234 devient Stab I./JG 132
- 1./JG 234 devient 1./JG 132
- 2./JG 234 devient 2./JG 132
- 3./JG 234 devient 3./JG 132

Gruppenkommandeure (commandant de groupe) :
| Début             | Fin               | Grade     | Nom                |
| ----------------- | ----------------- | --------- | ------------------ |
| 1er avril 1937    | 10 septembre 1938 | Hauptmann | Walter Grabmann    |
| 11 septembre 1938 | 1er novembre 1938 | Major     | Gotthardt Handrick |

### II. Gruppe
Formé le 15 mars 1937 à Düsseldorf à partir d'éléments du JG 134, principalement du III./JG 134, avec :
- Stab II./JG 234 nouvellement créé
- 4./JG 234 nouvellement créé
- 5./JG 234 nouvellement créé
- 6./JG 234 nouvellement créé (le 1er juillet 1937)

Le 1er novembre 1938, le II./JG 234 est renommé II./JG 132 :
- Stab II./JG 234 devient Stab II./JG 132
- 4./JG 234 devient 4./JG 132
- 5./JG 234 devient 5./JG 132
- 6./JG 234 devient 6./JG 132

Gruppenkommandeure :
| Début            | Fin               | Grade     | Nom                          |
| ---------------- | ----------------- | --------- | ---------------------------- |
| 15 mars 1937     | Mai 1937          | Major     | Werner Rentsch (par intérim) |
| Mai 1937         | 31 juillet 1937   | Major     | Gerhard Nielsen              |
| 1er août 1937    | 30 septembre 1938 | Major     | Eduard Ritter von Schleich   |
| 1er octobre 1938 | 1er novembre 1938 | Hauptmann | Werner Palm                  |

### III. Gruppe
Formé le 1er juillet 1938 à Düsseldorf (1 staffel le 1er juillet 1938, le reste le 1er août 1938) avec :
- Stab III./JG 234 nouvellement créé
- 7./JG 234 nouvellement créé
- 8./JG 234 nouvellement créé
- 9./JG 234 nouvellement créé

Le 1er novembre 1938, le III./JG 234 est renommé I./JG 143 :
- Stab III./JG 234 devient Stab I./JG 143
- 7./JG 234 devient 1./JG 143
- 8./JG 234 devient 2./JG 143
- 9./JG 234 devient 3./JG 143

Gruppenkommandeure :
| Début            | Fin               | Grade     | Nom                      |
| ---------------- | ----------------- | --------- | ------------------------ |
| 1er juillet 1938 | 1er novembre 1938 | Hauptmann | Karl-Heinz Leesmann (en) |